# 帕克維爾鎮區 (北卡羅萊納州珀奎曼斯縣)
帕克維爾鎮區（英語：Parkville Township）是位於美國北卡羅萊納州珀奎曼斯縣的一個鎮區。

## 地方資料
帕克維爾鎮區的面積為110.85平方千米，皆為陸地。根據2020年美國人口普查的數據，當地共有人口2987人，而人口密度為每平方千米26.95人。